# Peter Snell (filmproducent)
Peter Snell, född 17 november 1941 i Kanada, är en kanadensisk filmproducent. Snell har bland annat producerat skräckfilmen Dödlig skörd (1973), thrillerfilmerna Björnön (1979) och Tystat vittne (1987), samt The Wicker Tree (2011), den senare filmen en andlig uppföljare till Dödlig skörd.